# پامریده مگس‌بوته
پامریده مگس‌بوته (نام علمی: Pameridea roridulae)، یک گونه از حشرات جهنده درختی از خانواده حشره‌علفیان است. این یک رابطه همزیستی با مگس‌بوته دارد، جایی که از حشرات به‌دام افتاده تغذیه می‌کند و مواد دفعی آن از طریق برگ‌های مگس‌بوته جذب می‌شود و به گیاه مواد مغذی و نیتروژن بسیار مورد نیاز می‌دهد. پامریده مگس‌بوته‌های جوان نیز گرده‌افشانی این گیاه را انجام می‌دهند.